# Centre (Burkina Faso)
Centre ist eine von 13 Regionen, in die der westafrikanische Staat Burkina Faso administrativ aufgeteilt ist. Hauptstadt ist Ouagadougou, das auch Hauptstadt des Landes ist. Die Region umfasst nur die Provinz Kadiogo und hat 3.032.668 Einwohner (November 2019).

## Geographie
Die Region liegt im Zentrum des Staates und umfasst 2805 km² Fläche. Nachbarregionen sind Plateau central im Norden und Osten, Centre-Sud im Süden und Centre-Ouest im Westen.
Das Klima ist sudanisch mit einer Regenzeit, die Region umfasst drei sogenannte forêts classées: Wéogo, Nakambé und Gonsé.

## Bevölkerung
Centre hat 3.032.668 Einwohner (Zensus 2019). Das Gebiet ist traditionelles Siedlungsgebiet der Mossi, die Hauptstadt Ouagadougou ist jedoch Anziehungspunkt für Menschen aus dem ganzen Land, somit sind in der Region Angehörige aller in Burkina Faso vertretenen Ethnien anzutreffen.

## Geschichte
Die Region wurde 1996 geschaffen.

## Politik
Gouverneur ist Boureima Bougouma.

## Gliederung
Centre ist in die Provinz Kadiogo und diese in die Departements Pabré, Koubri, Komki-Ipala, Komsilga, Tanghin-Dassouri und Saaba gegliedert.

## Infrastruktur
In Centre befindet sich der internationale Flughafen Ouagadougou sowie Anschluss an die Bahnstrecke nach Abidjan.

## Wirtschaft
Die Region ist eines der wirtschaftlichen Zentren des Landes, etwa 25 % der Bevölkerung sind vorwiegend in der Landwirtschaft tätig, es bestehen kleine und mittlere Industriebetriebe. Die Hauptstadt ist Zentrum des burkinischen Dienstleistungsgewerbes.

## Kultur
Alle zwei Jahre findet das panafrikanische Filmfestival FESPACO statt.